# 진 실리
진 실리 뉴하우스(Jean Shiley Newhouse, 1911년 11월 20일 ~ 1998년 3월 11일)는 미국의 높이뛰기 선수이다.
펜실베이니아주 해리스버그에서 태어난 후에 필라델피아의 외곽 해버타운으로 이주하여, 해버포드 고등학교의 육상 팀에 가입하였다.
1932년 로스앤젤레스 올림픽을 위한 선발 시합에서 베이브 디드릭슨과 동점이 되었다. 경기에서 둘다 5 피트 5에 4분의 1 인치(1.657m)를 제거하였고, 5 피트 6 인치(1.676m)에서 실패하였다. 출발점에서 그들은 세계 기록 높이 5 피트 5에 4분의 1 인치(1.670m)에서 다시 동점이 되었으나, 디드릭슨이 웨스턴 롤 기술을 이용하면서 실리가 금메달을 획득하게 되었다.
수영 강사로 일하면서 베를린 올림픽을 위한 출전에 적격을 얻지 못하였다.